# 维克托·霍斯利
维克托·霍斯利爵士（1857年4月14日—1916年7月16日）是一位英国生理学家和外科医师，1886年当选英国皇家学会会士，1894年获皇家獎章，1891到1894年担任富勒生理学教授。